# 超Supercar Gattiger
超Supercar Gattiger『超スーパーカー ガッタイガー』（ちょうスーパーカー ガッタイガー）是永和制作的电视动画。1977年10月4日至1978年3月28日在東京12频道（現：东京电视台）放送。全26話。在毎週星期二19:30～20:00播出，但第14集播出于星期天17:00～17:30。

## 介绍
装备了太陽能引擎的车子Gattiger其駕駛員田淵 錠和隊友一起組成了老虎隊。而錠的父親田淵博士被敵方車隊惡魔一族杀害，老虎隊為了维护世界和平不斷阻止惡魔一族的陰謀。

## 人员
- 原作：千秋ひとし（漫画：今道英治、小学館刊『てれびくん』掲載）
- 企画：馬嶋満
- 制片人：池田誠（永和）、渡边静人（日本经济广告公司）、柳泽隆行（東京12频道）
- 脚本：馬嶋満、陶山智、富田祐弘、山崎晴哉、桂真佐喜等
- 总监：高橋資祐
- 助理导演：細野正
- 演出：高橋資祐、井内秀治、細野正、村井努、鈴木慎一郎等
- 作画監督：山口士朗（村田四郎）、湖川滋等
- 原画・動画：土屋貴彦、恩田行法、豊蔵芳信等
- 角色设计：山口士朗、金山明博（敌方角色[2]）
- メカニック设计：メカマン设计公司
- 美術：メカマン设计公司
- 美术设定：中村光毅
- 彩色：塚原勝美、山脇智子、飯塚美子、石井敬子等
- 特殊效果：田中孝夫等
- 摄影：菅谷信行等
- 编辑：米内山順子
- ：東京現像所
- 音乐：石川皓也
- 録音調整：小出良助
- 音響制作：アーツ・プロ
- 製作：永和、日本经济广告公司、東京12频道（現：東京电视台）

## 主題歌
- 片头曲：『ガッタイガーの歌』

演唱：上條恒彦／作詞：馬嶋満／作曲：小林亚星／編曲：高田弘
- 片尾曲：『愛は傷あと』

演唱：上條恒彦／作詞：馬嶋満／作曲：小林亚星／編曲：高田弘